# Llista d'ocells de Sud-àfrica
Aquesta 'Llista d'ocells de Sud-àfrica' inclou totes les espècies d'ocells trobats a Sud-àfrica: 851, de les quals 32 en són endemismes, 27 es troben globalment amenaçades d'extinció i 9 hi foren introduïdes.
Els ocells s'ordenen per famílies i espècies:

## Struthionidae
- Struthio camelus

## Spheniscidae
- Aptenodytes patagonicus
- Eudyptes chrysocome
- Eudyptes chrysolophus
- Spheniscus demersus

## Podicipedidae
- Tachybaptus ruficollis
- Podiceps cristatus
- Podiceps nigricollis

## Diomedeidae
- Diomedea exulans
- Diomedea epomophora
- Phoebastria immutabilis
- Thalassarche chrysostoma
- Thalassarche melanophris
- Thalassarche bulleri
- Thalassarche cauta
- Thalassarche chlororhynchos
- Phoebetria fusca
- Phoebetria palpebrata

## Procellariidae
- Macronectes giganteus
- Macronectes halli
- Fulmarus glacialoides
- Thalassoica antarctica
- Daption capense
- Pterodroma macroptera
- Pterodroma lessonii
- Pterodroma incerta
- Pterodroma mollis
- Halobaena caerulea
- Pachyptila vittata
- Pachyptila salvini
- Pachyptila desolata
- Pachyptila belcheri
- Pachyptila crassirostris
- Pachyptila turtur
- Bulweria bulwerii
- Procellaria cinerea
- Procellaria aequinoctialis
- Lugensa brevirostris
- Calonectris leucomelas
- Calonectris diomedea
- Puffinus carneipes
- Puffinus gravis
- Puffinus pacificus
- Puffinus griseus
- Puffinus puffinus
- Puffinus mauretanicus
- Puffinus assimilis
- Puffinus lherminieri

## Hydrobatidae
- Garrodia nereis
- Oceanites oceanicus
- Pelagodroma marina
- Fregetta tropica
- Fregetta grallaria
- Hydrobates pelagicus
- Oceanodroma leucorhoa
- Oceanodroma matsudairae

## Pelecanoididae
- Pelecanoides urinatrix

## Phaethontidae
- Phaethon aethereus
- Phaethon rubricauda
- Phaethon lepturus

## Pelecanidae
- Pelecanus onocrotalus
- Pelecanus rufescens

## Sulidae
- Morus capensis
- Morus serrator
- Sula dactylatra
- Sula sula
- Sula leucogaster

## Phalacrocoracidae
- Phalacrocorax lucidus
- Phalacrocorax capensis
- Phalacrocorax neglectus
- Phalacrocorax africanus
- Phalacrocorax coronatus

## Anhingidae
- Anhinga rufa

## Fregatidae
- Fregata minor

## Ardeidae
- Ardea cinerea
- Ardea melanocephala
- Ardea goliath
- Ardea purpurea
- Ardea alba
- Egretta vinaceigula
- Egretta ardesiaca
- Egretta intermedia
- Egretta caerulea
- Egretta gularis
- Egretta garzetta
- Ardeola ralloides
- Ardeola rufiventris
- Bubulcus ibis
- Butorides striata
- Nycticorax nycticorax
- Gorsachius leuconotus
- Ixobrychus minutus
- Ixobrychus sturmii
- Botaurus stellaris

## Scopidae
- Scopus umbretta

## Ciconiidae
- Mycteria ibis
- Anastomus lamelligerus
- Ciconia nigra
- Ciconia abdimii
- Ciconia episcopus
- Ciconia ciconia
- Ephippiorhynchus senegalensis
- Leptoptilos crumeniferus

## Threskiornithidae
- Threskiornis aethiopicus
- Geronticus calvus
- Bostrychia hagedash
- Plegadis falcinellus
- Platalea alba

## Phoenicopteridae
- Phoenicopterus roseus
- Phoenicopterus minor

## Anatidae
- Dendrocygna bicolor
- Dendrocygna viduata
- Thalassornis leuconotus
- Alopochen aegyptiacus
- Tadorna cana
- Tadorna tadorna
- Plectropterus gambensis
- Sarkidiornis melanotos
- Nettapus auritus
- Anas sparsa
- Anas capensis
- Anas undulata
- Anas acuta
- Anas erythrorhyncha
- Anas hottentota
- Anas querquedula
- Anas smithii
- Anas clypeata
- Netta erythrophthalma
- Aythya fuligula
- Oxyura maccoa

## Pandionidae
- Pandion haliaetus

## Accipitridae
- Aviceda cuculoides
- Pernis apivorus
- Macheiramphus alcinus
- Elanus caeruleus
- Milvus migrans
- Haliaeetus vocifer
- Gypohierax angolensis
- Necrosyrtes monachus
- Gypaetus barbatus
- Neophron percnopterus
- Gyps africanus
- Gyps rueppellii
- Gyps coprotheres
- Torgos tracheliotus
- Trigonoceps occipitalis
- Circaetus pectoralis
- Circaetus cinereus
- Circaetus fasciolatus
- Terathopius ecaudatus
- Circus aeruginosus
- Circus ranivorus
- Circus maurus
- Circus macrourus
- Circus pygargus
- Polyboroides typus
- Kaupifalco monogrammicus
- Melierax metabates
- Melierax canorus
- Micronisus gabar
- Accipiter tachiro
- Accipiter badius
- Accipiter minullus
- Accipiter ovampensis
- Accipiter rufiventris
- Accipiter melanoleucus
- Buteo buteo
- Buteo oreophilus
- Buteo rufinus
- Buteo augur
- Buteo rufofuscus
- Aquila pomarina
- Aquila rapax
- Aquila nipalensis
- Aquila wahlbergi
- Aquila verreauxii
- Aquila spilogaster
- Aquila pennatus
- Aquila ayresii
- Polemaetus bellicosus
- Lophaetus occipitalis
- Stephanoaetus coronatus

## Sagittariidae
- Sagittarius serpentarius

## Falconidae
- Polihierax semitorquatus
- Falco naumanni
- Falco tinnunculus
- Falco rupicoloides
- Falco dickinsoni
- Falco chicquera
- Falco vespertinus
- Falco amurensis
- Falco eleonorae
- Falco concolor
- Falco subbuteo
- Falco cuvierii
- Falco biarmicus
- Falco fasciinucha
- Falco peregrinus

## Phasianidae
- Alectoris chukar
- Francolinus coqui
- Francolinus sephaena
- Francolinus levaillantii
- Francolinus africanus
- Francolinus shelleyi
- Francolinus levaillantoides
- Francolinus adspersus
- Francolinus capensis
- Francolinus natalensis
- Francolinus afer
- Francolinus swainsonii
- Coturnix coturnix
- Coturnix delegorguei
- Coturnix adansonii
- Pavo cristatus

## Numididae
- Numida meleagris
- Guttera pucherani

## Turnicidae
- Turnix sylvatica
- Turnix hottentotta

## Gruidae
- Balearica regulorum
- Grus paradisea
- Bugeranus carunculatus

## Rallidae
- Sarothrura elegans
- Sarothrura rufa
- Sarothrura lugens
- Sarothrura boehmi
- Sarothrura affinis
- Sarothrura ayresi
- Rallus caerulescens
- Crecopsis egregia
- Crex crex
- Amaurornis flavirostris
- Porzana pusilla
- Porzana porzana
- Aenigmatolimnas marginalis
- Porphyrio porphyrio
- Porphyrio alleni
- Porphyrio martinica
- Gallinula chloropus
- Gallinula angulata
- Fulica cristata

## Heliornithidae
- Podica senegalensis

## Otididae
- Ardeotis kori
- Neotis ludwigii
- Neotis denhami
- Eupodotis senegalensis
- Eupodotis caerulescens
- Eupodotis vigorsii
- Eupodotis rueppellii
- Eupodotis ruficrista
- Eupodotis afra
- Eupodotis afraoides
- Lissotis melanogaster

## Jacanidae
- Microparra capensis
- Actophilornis africanus

## Rostratulidae
- Rostratula benghalensis

## Dromadidae
- Dromas ardeola

## Haematopodidae
- Haematopus moquini
- Haematopus ostralegus

## Recurvirostridae
- Himantopus himantopus
- Recurvirostra avosetta

## Burhinidae
- Burhinus vermiculatus
- Burhinus capensis

## Glareolidae
- Cursorius rufus
- Cursorius temminckii
- Smutsornis africanus
- Rhinoptilus cinctus
- Rhinoptilus chalcopterus
- Glareola pratincola
- Glareola nordmanni
- Glareola nuchalis

## Charadriidae
- Vanellus vanellus
- Vanellus crassirostris
- Vanellus armatus
- Vanellus spinosus
- Vanellus albiceps
- Vanellus lugubris
- Vanellus melanopterus
- Vanellus coronatus
- Vanellus senegallus
- Pluvialis fulva
- Pluvialis dominica
- Pluvialis squatarola
- Charadrius hiaticula
- Charadrius pecuarius
- Charadrius tricollaris
- Charadrius marginatus
- Charadrius pallidus
- Charadrius alexandrinus
- Charadrius mongolus
- Charadrius leschenaultii
- Charadrius asiaticus

## Scolopacidae
- Gallinago nigripennis
- Gallinago media
- Limosa limosa
- Limosa haemastica
- Limosa lapponica
- Numenius phaeopus
- Numenius arquata
- Tringa erythropus
- Tringa totanus
- Tringa stagnatilis
- Tringa nebularia
- Tringa melanoleuca
- Tringa flavipes
- Tringa ochropus
- Tringa glareola
- Xenus cinereus
- Actitis hypoleucos
- Arenaria interpres
- Calidris tenuirostris
- Calidris canutus
- Calidris alba
- Calidris ruficollis
- Calidris minuta
- Calidris temminckii
- Calidris subminuta
- Calidris fuscicollis
- Calidris bairdii
- Calidris melanotos
- Calidris ferruginea
- Calidris alpina
- Limicola falcinellus
- Tryngites subruficollis
- Philomachus pugnax
- Phalaropus tricolor
- Phalaropus lobatus
- Phalaropus fulicarius

## Chionididae
- Chionis alba

## Stercorariidae
- Stercorarius maccormicki
- Stercorarius antarctica
- Stercorarius pomarinus
- Stercorarius parasiticus
- Stercorarius longicaudus

## Laridae
- Larus leucophthalmus
- Larus delawarensis
- Larus dominicanus
- Larus argentatus
- Larus fuscus
- Larus heuglini
- Larus cachinnans
- Larus cirrocephalus
- Larus hartlaubii
- Larus ridibundus
- Larus pipixcan
- Larus sabini
- Rissa tridactyla

## Sternidae
- Gelochelidon nilotica
- Hydroprogne caspia
- Sterna bengalensis
- Sterna sandvicensis
- Sterna bergii
- Sterna dougallii
- Sterna sumatrana
- Sterna hirundo
- Sterna paradisaea
- Sterna vittata
- Sterna repressa
- Sternula albifrons
- Sternula balaenarum
- Onychoprion anaethetus
- Onychoprion fuscata
- Chlidonias hybridus
- Chlidonias leucopterus
- Chlidonias niger
- Anous tenuirostris
- Anous minutus
- Anous stolidus
- Gygis alba

## Rynchopidae
- Rynchops flavirostris

## Pteroclidae
- Pterocles namaqua
- Pterocles gutturalis
- Pterocles bicinctus
- Pterocles burchelli

## Columbidae
- Columba livia
- Columba guinea
- Columba arquatrix
- Columba delegorguei
- Columba larvata
- Streptopelia turtur
- Streptopelia decipiens
- Streptopelia semitorquata
- Streptopelia capicola
- Streptopelia senegalensis
- Turtur chalcospilos
- Turtur afer
- Turtur tympanistria
- Oena capensis
- Treron calva

## Psittacidae
- Psittacula krameri
- Agapornis roseicollis
- Poicephalus fuscicollis
- Poicephalus meyeri
- Poicephalus cryptoxanthus

## Musophagidae
- Tauraco livingstonii
- Tauraco corythaix
- Tauraco porphyreolophus
- Corythaixoides concolor

## Cuculidae
- Clamator jacobinus
- Clamator levaillantii
- Clamator glandarius
- Pachycoccyx audeberti
- Cuculus solitarius
- Cuculus clamosus
- Cuculus canorus
- Cuculus gularis
- Cuculus poliocephalus
- Cuculus rochii
- Chrysococcyx klaas
- Chrysococcyx cupreus
- Chrysococcyx caprius
- Ceuthmochares aereus
- Centropus grillii
- Centropus senegalensis
- Centropus superciliosus

## Tytonidae
- Tyto capensis
- Tyto alba

## Strigidae
- Otus senegalensis
- Ptilopsis granti
- Bubo capensis
- Bubo africanus
- Bubo lacteus
- Scotopelia peli
- Strix woodfordii
- Glaucidium perlatum
- Glaucidium capense
- Asio capensis

## Caprimulgidae
- Caprimulgus europaeus
- Caprimulgus rufigena
- Caprimulgus pectoralis
- Caprimulgus natalensis
- Caprimulgus tristigma
- Caprimulgus fossii
- Macrodipteryx vexillarius

## Apodidae
- Telacanthura ussheri
- Neafrapus boehmi
- Cypsiurus parvus
- Tachymarptis melba
- Tachymarptis aequatorialis
- Apus apus
- Apus pallidus
- Apus barbatus
- Apus bradfieldi
- Apus affinis
- Apus horus
- Apus caffer

## Coliidae
- Colius striatus
- Colius colius
- Urocolius indicus

## Trogonidae
- Apaloderma narina

## Alcedinidae
- Alcedo semitorquata
- Alcedo cristata
- Ispidina picta

## Halcyonidae
- Halcyon leucocephala
- Halcyon senegalensis
- Halcyon senegaloides
- Halcyon albiventris
- Halcyon chelicuti

## Cerylidae
- Megaceryle maximus
- Ceryle rudis

## Meropidae
- Merops bullockoides
- Merops pusillus
- Merops hirundineus
- Merops albicollis
- Merops persicus
- Merops superciliosus
- Merops apiaster
- Merops nubicoides

## Coraciidae
- Coracias garrulus
- Coracias caudata
- Coracias spatulata
- Coracias naevia
- Eurystomus glaucurus

## Upupidae
- Upupa epops

## Phoeniculidae
- Phoeniculus purpureus
- Rhinopomastus cyanomelas

## Bucerotidae
- Tockus erythrorhynchus
- Tockus leucomelas
- Tockus alboterminatus
- Tockus nasutus
- Ceratogymna bucinator
- Ceratogymna brevis
- Bucorvus leadbeateri

## Capitonidae
- Stactolaema leucotis
- Stactolaema olivacea
- Pogoniulus bilineatus
- Pogoniulus chrysoconus
- Pogoniulus pusillus
- Tricholaema leucomelas
- Lybius torquatus
- Trachyphonus vaillantii

## Indicatoridae
- Indicator variegatus
- Indicator indicator
- Indicator minor
- Prodotiscus regulus

## Picidae
- Jynx ruficollis
- Campethera bennettii
- Campethera abingoni
- Campethera notata
- Geocolaptes olivaceus
- Dendropicos fuscescens
- Dendropicos namaquus
- Dendropicos griseocephalus

## Eurylaimidae
- Smithornis capensis

## Pittidae
- Pitta angolensis

## Alaudidae
- Mirafra passerina
- Mirafra cheniana
- Mirafra africana
- Mirafra rufocinnamomea
- Mirafra apiata
- Mirafra fasciolata
- Calendulauda sabota
- Calendulauda africanoides
- Calendulauda burra
- Calendulauda albescens
- Calendulauda barlowi
- Calendulauda erythrochlamys
- Pinarocorys nigricans
- Heteromirafra ruddi
- Certhilauda curvirostris
- Certhilauda brevirostris
- Certhilauda semitorquata
- Certhilauda subcoronata
- Certhilauda chuana
- Chersomanes albofasciata
- Eremopterix australis
- Eremopterix leucotis
- Eremopterix verticalis
- Calandrella cinerea
- Spizocorys conirostris
- Spizocorys fringillaris
- Spizocorys sclateri
- Spizocorys starki
- Galerida magnirostris

## Hirundinidae
- Riparia riparia
- Riparia paludicola
- Riparia cincta
- Pseudhirundo griseopyga
- Ptyonoprogne fuligula
- Hirundo rustica
- Hirundo albigularis
- Hirundo smithii
- Hirundo atrocaerulea
- Hirundo dimidiata
- Cecropis cucullata
- Cecropis abyssinica
- Cecropis semirufa
- Cecropis senegalensis
- Petrochelidon spilodera
- Delichon urbica
- Psalidoprocne pristoptera

## Motacillidae
- Motacilla aguimp
- Motacilla capensis
- Motacilla flava
- Motacilla cinerea
- Motacilla clara
- Tmetothylacus tenellus
- Macronyx croceus
- Macronyx fuellebornii
- Macronyx capensis
- Macronyx ameliae
- Hemimacronyx chloris
- Anthus lineiventris
- Anthus crenatus
- Anthus hoeschi
- Anthus leucophrys
- Anthus longicaudatus
- Anthus vaalensis
- Anthus cinnamomeus
- Anthus similis
- Anthus brachyurus
- Anthus caffer
- Anthus trivialis
- Anthus cervinus
- Anthus pseudosimilis

## Campephagidae
- Coracina pectoralis
- Coracina caesia
- Campephaga flava

## Pycnonotidae
- Pycnonotus barbatus
- Pycnonotus nigricans
- Pycnonotus capensis
- Andropadus importunus
- Chlorocichla flaviventris
- Phyllastrephus terrestris
- Phyllastrephus flavostriatus
- Nicator gularis

## Turdidae
- Monticola rupestris
- Monticola explorator
- Monticola brevipes
- Zoothera gurneyi
- Zoothera guttata
- Psophocichla litsipsirupa
- Turdus olivaceus
- Turdus libonyanus

## Cisticolidae
- Cisticola erythrops
- Cisticola aberrans
- Cisticola chiniana
- Cisticola rufilatus
- Cisticola subruficapillus
- Cisticola lais
- Cisticola galactotes
- Cisticola tinniens
- Cisticola natalensis
- Cisticola fulvicapillus
- Cisticola juncidis
- Cisticola aridulus
- Cisticola textrix
- Cisticola brunnescens
- Cisticola cinnamomeus
- Cisticola ayresii
- Prinia subflava
- Prinia flavicans
- Prinia maculosa
- Prinia hypoxantha
- Prinia substriata
- Prinia erythroptera
- Malcorus pectoralis
- Apalis thoracica
- Apalis flavida
- Apalis ruddi
- Camaroptera brachyura
- Calamonastes undosus
- Calamonastes fasciolatus
- Euryptila subcinnamomea

## Sylviidae
- Bradypterus baboecala
- Bradypterus sylvaticus
- Bradypterus barratti
- Bradypterus victorini
- Sphenoeacus afer
- Locustella fluviatilis
- Acrocephalus schoenobaenus
- Acrocephalus scirpaceus
- Acrocephalus baeticatus
- Acrocephalus palustris
- Acrocephalus arundinaceus
- Acrocephalus griseldis
- Acrocephalus gracilirostris
- Hippolais olivetorum
- Hippolais icterina
- Chloropeta natalensis
- Eremomela icteropygialis
- Eremomela scotops
- Eremomela gregalis
- Eremomela usticollis
- Sylvietta rufescens
- Phylloscopus ruficapillus
- Phylloscopus trochilus
- Hyliota australis
- Schoenicola brevirostris
- Sylvia atricapilla
- Sylvia borin
- Sylvia communis
- Parisoma layardi
- Parisoma subcaeruleum

## Muscicapidae
- Bradornis pallidus
- Bradornis infuscatus
- Bradornis mariquensis
- Melaenornis pammelaina
- Sigelus silens
- Muscicapa striata
- Muscicapa adusta
- Muscicapa caerulescens
- Myioparus plumbeus
- Stenostira scita
- Ficedula albicollis
- Pogonocichla stellata
- Luscinia luscinia
- Cossypha caffra
- Cossypha humeralis
- Cossypha heuglini
- Cossypha natalensis
- Cossypha dichroa
- Cichladusa arquata
- Cercotrichas quadrivirgata
- Cercotrichas signata
- Cercotrichas leucophrys
- Cercotrichas paena
- Cercotrichas coryphaeus
- Phoenicurus phoenicurus
- Saxicola rubetra
- Saxicola torquata
- Saxicola bifasciata
- Oenanthe monticola
- Oenanthe oenanthe
- Oenanthe pleschanka
- Oenanthe pileata
- Cercomela sinuata
- Cercomela schlegelii
- Cercomela tractrac
- Cercomela familiaris
- Myrmecocichla formicivora
- Myrmecocichla arnotti
- Thamnolaea cinnamomeiventris

## Platysteiridae
- Platysteira peltata
- Batis capensis
- Batis fratrum
- Batis molitor
- Batis pririt

## Monarchidae
- Trochocercus cyanomelas
- Terpsiphone viridis

## Timaliidae
- Turdoides bicolor
- Turdoides jardineii
- Lioptilus nigricapillus

## Chaetopidae
- Chaetops frenatus
- Melaniparus niger
- Melaniparus cinerascens
- Melaniparus afer

## Remizidae
- Anthoscopus caroli
- Anthoscopus minutus

## Nectariniidae
- Anthreptes reichenowi
- Hedydipna collaris
- Anthobaphes violacea
- Cyanomitra olivacea
- Cyanomitra obscura
- Cyanomitra veroxii
- Chalcomitra amethystina
- Chalcomitra senegalensis
- Nectarinia famosa
- Cinnyris chalybeus
- Cinnyris neergaardi
- Cinnyris afer
- Cinnyris mariquensis
- Cinnyris bifasciatus
- Cinnyris talatala
- Cinnyris venustus
- Cinnyris fuscus

## Zosteropidae
- Zosterops senegalensis
- Zosterops pallidus

## Promeropidae
- Promerops gurneyi
- Promerops cafer

## Oriolidae
- Oriolus oriolus
- Oriolus auratus
- Oriolus larvatus

## Laniidae
- Lanius collurio
- Lanius minor
- Lanius collaris
- Corvinella melanoleuca
- Eurocephalus anguitimens

## Malaconotidae
- Nilaus afer
- Dryoscopus cubla
- Tchagra senegala
- Tchagra australis
- Tchagra tchagra
- Laniarius aethiopicus
- Laniarius ferrugineus
- Laniarius atrococcineus
- Telophorus zeylonus
- Telophorus sulfureopectus
- Telophorus olivaceus
- Telophorus nigrifrons
- Telophorus viridis
- Malaconotus blanchoti

## Prionopidae
- Prionops plumatus
- Prionops retzii
- Prionops scopifrons

## Dicruridae
- Dicrurus ludwigii
- Dicrurus adsimilis

## Corvidae
- Corvus splendens,
- Corvus capensis
- Corvus albus
- Corvus albicollis

## Sturnidae
- Acridotheres tristis
- Sturnus vulgaris
- Creatophora cinerea
- Lamprotornis nitens
- Lamprotornis chalybaeus
- Lamprotornis mevesii
- Lamprotornis australis
- Lamprotornis corruscus
- Cinnyricinclus leucogaster
- Spreo bicolor
- Onychognathus morio
- Onychognathus nabouroup
- Buphagus erythrorhynchus
- Buphagus africanus

## Ploceidae
- Bubalornis niger
- Sporopipes squamifrons
- Plocepasser mahali
- Philetairus socius
- Ploceus intermedius
- Ploceus ocularis
- Ploceus capensis
- Ploceus subaureus
- Ploceus xanthops
- Ploceus xanthopterus
- Ploceus velatus
- Ploceus cucullatus
- Ploceus bicolor
- Anaplectes rubriceps
- Quelea erythrops
- Quelea quelea
- Euplectes afer
- Euplectes orix
- Euplectes capensis
- Euplectes axillaris
- Euplectes albonotatus
- Euplectes ardens
- Euplectes progne
- Amblyospiza albifrons

## Estrildidae
- Pytilia afra
- Pytilia melba
- Mandingoa nitidula
- Hypargos niveoguttatus
- Hypargos margaritatus
- Lagonosticta senegala
- Lagonosticta rubricata
- Lagonosticta rhodopareia
- Uraeginthus angolensis
- Uraeginthus granatina
- Estrilda perreini
- Estrilda quartinia
- Estrilda melanotis
- Estrilda astrild
- Estrilda erythronotos
- Sporaeginthus subflavus
- Ortygospiza fuscocrissa
- Spermestes cucullatus
- Spermestes bicolor
- Spermestes fringilloides
- Amadina fasciata
- Amadina erythrocephala

## Viduidae
- Vidua chalybeata
- Vidua funerea
- Vidua purpurascens
- Vidua wilsoni
- Vidua regia
- Vidua macroura
- Vidua paradisaea
- Vidua obtusa

## Emberizidae
- Emberiza impetuani
- Emberiza tahapisi
- Emberiza capensis
- Emberiza flaviventris

## Fringillidae
- Fringilla coelebs,
- Serinus canicollis
- Serinus scotops
- Serinus atrogularis
- Serinus citrinipectus
- Serinus mozambicus
- Serinus flaviventris
- Serinus sulphuratus
- Serinus albogularis
- Serinus gularis
- Serinus mennelli
- Serinus leucopterus
- Pseudochloroptila totta
- Pseudochloroptila symonsi
- Alario alario
- Alario leucolaema

## Passeridae
- Passer domesticus,
- Passer motitensis
- Passer melanurus
- Passer diffusus
- Petronia superciliaris[1]